# Jákup Mikkelsen
Pour les articles homonymes, voir Mikkelsen.
Jákup Mikkelsen (né le 14 août 1970 à Klaksvík) est un footballeur international féroïen (73 sélections), jouant au poste de gardien de but.

## Carrière
- 1992-1994 :  KÍ Klaksvík
- 1994-2001 :  Herfølge BK
- 2001-2003 :  Molde FK
- 2003-déc. 2003 :  Partick Thistle FC
- jan. 2004-2004 :  KÍ Klaksvík
- jan. 2005-déc .2009 :  B36 Tórshavn
- jan. 2010-2014 :  ÍF Fuglafjørður

## Palmarès
- Vainqueur de la Coupe des Îles Féroé en 1994 (KÍ Klaksvík) et en 2006 (B36 Tórshavn).
- Champion du Danemark en 2000 (Herfølge BK) et en 2005 (B36 Tórshavn).
- Finaliste de la Supercoupe du Danemark en 2000 (Herfølge BK).
- Vice-champion de Norvège en 2002 (Molde FK).
- 1995-2012 : International féroïen